# Apulisch-Korinthischer Helm
Ein apulisch-korinthischer Helm, auch „pseudo-korinthischer Helm“, ist eine Schutzwaffe aus Italien.

## Beschreibung
Ein apulisch-korinthischer Helm besteht in der Regel aus Bronze. Er ist in einer auffälligen Form gearbeitet, der den traditionellen griechischen Helmen in kaum einer Weise mehr ähnelt. Die Helmglocke ist schüsselförmig gearbeitet, die Wangenklappen sind nicht separat gearbeitet, sondern in die Helmglocke integriert. Eine Trennlinie verläuft im oberen Drittel des Helmes, wodurch eine zweiteilige Herstellung imitiert wird, obwohl der Helm aus einem Stück getrieben wurde. Die Augenschlitze sind verhältnismäßig klein, die Augenbrauen sind im Hochrelief deutlich vorstehend und stilisiert dargestellt. Der Nasenschutz ist in der für diesen Typ üblichen Art nach außen stehend ausgeformt. Am Genick ist ein breiter Nackenschutz ausgearbeitet.
Auf der gesamten Helmglocke sind oft Gravuren angebracht, die menschliche und tierische Figuren darstellen. Auf der Helmoberseite befinden sich oft Halterungen in verschiedenen Formen, meist gabelförmig (sogen. Buschgabel), um die Helmzier (Zimier) zu befestigen. Bei manchen Versionen des Helms sind rechts und links der Helmzier weitere Halterungen für einen Helmbusch angebracht. Die Helme sind etwa 30 cm hoch, etwa 30 cm lang und wiegen etwa 1500 g.